# 高发明 (化学家)
高发明，燕山大学环境与化学工程学院教授、中华人民共和国教育部长江学者特聘教授，主要从事电催化与纳米催化研究。

## 生平
2007年1月至今任燕山大学环境与化学工程学院院长。

## 社会兼职
- 中国化工学会储能工程委员会理事
- 中国核物理学会穆斯堡尔谱学专业委员会委员

## 荣誉
- 中国教育部长江学者特聘教授
- 中国国家有突出贡献中青年专家
- 中国国家自然科学二等奖